# Reichenbachia gentilis
Reichenbachia gentilis är en skalbaggsart som beskrevs av Fletcher 1932. Reichenbachia gentilis ingår i släktet Reichenbachia och familjen kortvingar. Inga underarter finns listade i Catalogue of Life.